# Salmo 39
El salmo 39  es, según la numeración hebrea, el trigesimonoveno salmo del Libro de los salmos de la Biblia. Corresponde al salmo 38 según la numeración de la Biblia Septuaginta griega, empleada también en la Vulgata latina. Por este motivo, recogiendo la doble numeración, a este salmo también se le refiere como el salmo 39 (38).
Comienza en inglés en la versión de la Biblia del Rey Jacobo: "Dije: Cuidaré de mis caminos, para que no peque con mi lengua". El Libro de los Salmos es parte de la tercera sección de la Biblia hebrea y un libro del Antiguo Testamento cristiano. En latín, se conoce como "Dixi custodiam vias Meas".  Es una meditación sobre la fragilidad del hombre ante Dios, que termina en una oración por una vida en paz.
El salmo es una parte regular de las liturgias judía , católica , luterana , anglicana y otras liturgias protestantes y está incluido en el Libro Anglicano de Oración Común para ser leído en los funerales. Ha inspirado himnos basados en él y se le ha puesto música a menudo. Fue creado por compositores barrocos como Heinrich Schütz y Johannes Brahms en Un réquiem alemán e Igor Stravinsky en Sinfonía de los Salmos utilizaron versos individuales de manera prominente.

## Antecedentes y temas
Según el Talmud ( Bava Batra 14a-b), este es uno de los diez salmos escritos por Moisés. Matthew Henry se lo atribuye a David , afirmando que debe haber estado en una confusión emocional o acosado por enemigos cuando escribió el salmo, y luchó por esperar pacientemente la salvación de Dios.
El versículo 1 en el texto hebreo dirige la canción a Jedutún . Según Rashi , esto se refiere a uno de los cantantes levitas o al nombre de un instrumento musical.
Según Walter Brueggemann y Gerhard J. Bellinger, "el Salmo 39 articula la esperanza y la desesperación simultáneamente ", ya que trata de aceptar "la fugacidad y los problemas de la vida".
Otros eruditos cristianos ven el salmo como una analogía con los pecados de uno, donde "él" es representante de los "miembros de su cuerpo" (cristianos).
 Adam Clarke resume el salmo de la siguiente manera:
"La fe siempre tiene que luchar con las dificultades. Aunque estaba seguro de que Dios era su esperanza, sin embargo ... los problemas de la vida siempre vienen a su memoria; su oración es que su Dios proveer para él ".
Charles Spurgeon ve el salmo diciendo que hay un tiempo para estar en silencio y un tiempo para hablar,mientras que Hans Werner ve una lucha interna para que David controle su lengua.
Rabbeinu Bachya enseña en el versículo 12, que menciona tanto la oración como las lágrimas, que "la oración necesita lágrimas".

## Estructura

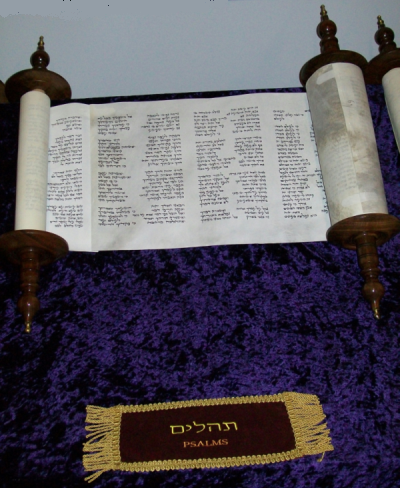
Desplazamiento de los salmos.

La numeración de los versículos difiere entre las versiones hebrea y latina .
Adam Clarke sostiene que el salmo: 
1. relata el cuidado y la vigilancia sobre los pensamientos, la lengua y las acciones de uno, v1-3;
2. considera la brevedad e incertidumbre de la vida humana, v4-7;
3. ora por la liberación del pecado, v8-11; y
4. pide que el autor sea protegido y perdonado hasta que esté preparado para otro mundo, v12, 13.

Charles Spurgeon desglosó el salmo de la siguiente manera:
1. Cargado de muchos dolores v1-2;
2. Oración en su tormento v 3-6;
3. Sumisión a Dios v7-13;
4. Alivio y confianza.

El erudito del Antiguo Testamento Hermann Gunkel , en su obra estándar The Psalms , cree que la estructuración de los versículos fue originalmente:
1. versículos. 2-4: Introducción y aparición del poema
2. versículos 5ff: El poema real
3. versículos. 5–7 y 12: Consideraciones generales
4. versículos 8 y 13c.d: Vuelve a ti mismo
5. versículos. 13a.b, 9-11 y Vers.14: El canto fúnebre real

## Texto
La siguiente tabla muestra el texto en hebreo del salmo con vocales, junto con el texto en griego koiné de la Septuaginta  y la traducción al español de la Biblia del Rey Jacobo. Tenga en cuenta que el significado puede diferir ligeramente entre estas versiones, ya que la Septuaginta y el texto masorético provienen de tradiciones textuales diferentes.  En la Septuaginta, este salmo está numerado como Salmo 38.
| #      | Hebro                                                                             | Español | Griego |
| ------ | --------------------------------------------------------------------------------- | --- | --- |
| [ 21 ] | לַמְנַצֵּ֥חַ (לידיתון) [לִֽידוּת֗וּן] מִזְמ֥וֹר לְדָוִֽד׃                                             | (To the chief Musician, even to Jeduthun, A Psalm of David.) | Εἰς τὸ τέλος, τῷ ᾿Ιδιθούν· ᾠδὴ τῷ Δαυΐδ. - |
| 1      | אָמַ֗רְתִּי אֶ֥שְׁמְרָ֣ה דְרָכַי֮ מֵחֲט֢וֹא בִלְשׁ֫וֹנִ֥י אֶשְׁמְרָ֥ה לְפִ֥י מַחְס֑וֹם בְּעֹ֖ד רָשָׁ֣ע לְנֶגְדִּֽי                       | Dije: «Cuidaré mis caminos, para no pecar con mi lengua; pondré freno a mi boca mientras el impío esté delante de mí».                                                 | ΕΙΠΑ· φυλάξω τὰς ὁδούς μου τοῦ μὴ ἁμαρτάνειν με ἐν γλώσσῃ μου· ἐθέμην τῷ στόματί μου φυλακὴν ἐν τῷ συστῆναι τὸν ἁμαρτωλὸν ἐναντίον μου.                                          |
| 2      | נֶאֱלַ֣מְתִּי ד֭וּמִיָּה הֶחֱשֵׁ֣יתִי מִטּ֑וֹב וּכְאֵבִ֥י נֶעְכָּֽר׃                                              | Me quedé mudo, callado, incluso ante el bien; y mi dolor se agitó. | ἐκωφώθην καὶ ἐταπεινώθην καὶ ἐσίγησα ἐξ ἀγαθῶν, καὶ τὸ ἄλγημά μου ἀνεκαινίσθη.                                                                                                   |
| 3      | חַם־לִבִּ֨י ׀ בְּקִרְבִּ֗י בַּהֲגִיגִ֥י תִבְעַר־אֵ֑שׁ דִּ֝בַּ֗רְתִּי בִּלְשׁוֹנִֽי׃                                       | Mi corazón ardía dentro de mí, mientras meditaba, el fuego ardía; entonces hablé con mi lengua,                                                                        | ἐθερμάνθη ἡ καρδία μου ἐντός μου, καὶ ἐν τῇ μελέτῃ μου ἐκκαυθήσεται πῦρ. ἐλάλησα ἐν γλώσσῃ μου·                                                                                  |
| 4      | הוֹדִ֘יעֵ֤נִי יְהֹוָ֨ה ׀ קִצִּ֗י וּמִדַּ֣ת יָמַ֣י מַה־הִ֑יא אֵ֝דְעָ֗ה מֶֽה־חָדֵ֥ל אָֽנִי׃                               | Señor, hazme saber mi fin y la medida de mis días, cuál es, para que yo sepa cuán frágil soy.                                                                          | γνώρισόν μοι, Κύριε, τὸ πέρας μου καὶ τὸν ἀριθμὸν τῶν ἡμερῶν μου, τίς ἐστιν, ἵνα γνῶ τί ὑστερῶ ἐγώ.                                                                              |
| 5      | הִנֵּ֤ה טְפָח֨וֹת ׀ נָ֘תַ֤תָּה יָמַ֗י וְחֶלְדִּ֣י כְאַ֣יִן נֶגְדֶּ֑ךָ אַ֥ךְ כׇּֽל־הֶ֥בֶל כׇּל־אָ֝דָ֗ם נִצָּ֥ב סֶֽלָה׃                    | He aquí, has hecho mis días como un palmo; y mi edad es como nada delante de ti; en verdad, todo hombre en su mejor estado es vanidad. Selah.                          | ἰδοὺ παλαιστὰς ἔθου τὰς ἡμέρας μου, καὶ ἡ ὑπόστασίς μου ὡσεὶ οὐθὲν ἐνώπιόν σου· πλὴν τὰ σύμπαντα ματαιότης, πᾶς ἄνθρωπος ζῶν. (διάψαλμα).                                        |
| 6      | אַךְ־בְּצֶ֤לֶם ׀ יִֽתְהַלֶּךְ־אִ֗ישׁ אַךְ־הֶ֥בֶל יֶהֱמָי֑וּן יִ֝צְבֹּ֗ר וְֽלֹא־יֵדַ֥ע מִֽי־אֹסְפָֽם׃                           | Ciertamente todo hombre anda en vanidad; ciertamente se inquietan en vano; acumula riquezas y no sabe quién las recogerá.                                              | μέντοιγε ἐν εἰκόνι διαπορεύεται ἄνθρωπος, πλὴν μάτην ταράσσεται· θησαυρίζει καὶ οὐ γινώσκει τίνι συνάξει αὐτά.                                                                   |
| 7      | וְעַתָּ֣ה מַה־קִּוִּ֣יתִי אֲדֹנָ֑י תּ֝וֹחַלְתִּ֗י לְךָ֣ הִֽיא׃                                                 | Y ahora, Señor, ¿qué espero? Mi esperanza está en ti. | καὶ νῦν τίς ἡ ὑπομονή μου; οὐχὶ ὁ Κύριος; καὶ ἡ ὑπόστασίς μου παρὰ σοί ἐστιν. |
| 8      | מִכׇּל־פְּשָׁעַ֥י הַצִּילֵ֑נִי חֶרְפַּ֥ת נָ֝בָ֗ל אַל־תְּשִׂימֵֽנִי׃                                               | Líbrame de todas mis transgresiones: no me hagas objeto de reproche por los necios.                                                                                    | ἀπὸ πασῶν τῶν ἀνομιῶν μου ῥῦσαί με, ὄνειδος ἄφρονι ἔδωκάς με. |
| 9      | נֶ֭אֱלַמְתִּי לֹ֣א אֶפְתַּח־פִּ֑י כִּ֖י אַתָּ֣ה עָשִֽׂיתָ׃                                                    | Estaba mudo, no abrí mi boca, porque tú lo hiciste. | ἐκωφώθην καὶ οὐκ ἤνοιξα τὸ στόμα μου, ὅτι σὺ ἐποίησας. |
| 10     | הָסֵ֣ר מֵעָלַ֣י נִגְעֶ֑ךָ מִתִּגְרַ֥ת יָ֝דְךָ֗ אֲנִ֣י כָלִֽיתִי׃                                                | Quita de mí tu golpe: estoy consumido por el golpe de tu mano. | ἀπόστησον ἀπ᾿ ἐμοῦ τὰς μάστιγάς σου· ἀπὸ γὰρ τῆς ἰσχύος τῆς χειρός σου ἐγὼ ἐξέλιπον.                                                                                             |
| 11     | בְּֽתוֹכָ֘ח֤וֹת עַל־עָוֺ֨ן ׀ יִסַּ֬רְתָּ אִ֗ישׁ וַתֶּ֣מֶס כָּעָ֣שׁ חֲמוּד֑וֹ אַ֤ךְ הֶ֖בֶל כׇּל־אָדָ֣ם סֶֽלָה׃                       | Cuando reprendes al hombre por su iniquidad, consumes su belleza como la polilla; ciertamente, todo hombre es vanidad. Selah.                                          | ἐν ἐλεγμοῖς ὑπὲρ ἀνομίας ἐπαίδευσας ἄνθρωπον καὶ ἐξέτηξας ὡς ἀράχνην τὴν ψυχὴν αὐτοῦ· πλὴν μάτην ταράσσεται πᾶς ἄνθρωπος. (διάψαλμα).                                            |
| 12     | שִׁ֥מְעָֽה תְפִלָּתִ֨י ׀ יְהֹוָ֡ה וְשַׁוְעָתִ֨י ׀ הַאֲזִינָה֮ אֶֽל־דִּמְעָתִ֗י אַֽל־תֶּ֫חֱרַ֥שׁ כִּ֤י גֵ֣ר אָנֹכִ֣י עִמָּ֑ךְ תּ֝וֹשָׁ֗ב כְּכׇל־אֲבוֹתָֽי׃ | Escucha mi oración, oh Señor, y atiende a mi clamor; no te calles ante mis lágrimas, porque soy un extranjero contigo y un peregrino, como lo fueron todos mis padres. | εἰσάκουσον τῆς προσευχῆς μου, Κύριε, καὶ τῆς δεήσεώς μου, ἐνώτισαι τῶν δακρύων μου· μὴ παρασιωπήσῃς, ὅτι πάροικος ἐγώ εἰμι παρὰ σοὶ καὶ παρεπίδημος καθὼς πάντες οἱ πατέρες μου. |
| 13     | הָשַׁ֣ע מִמֶּ֣נִּי וְאַבְלִ֑יגָה בְּטֶ֖רֶם אֵלֵ֣ךְ וְאֵינֶֽנִּי׃                                                 | O perdóname, para que recupere fuerzas, antes de irme y dejar de existir.                                                                                              | ἄνες μοι, ἵνα ἀναψύξω πρὸ τοῦ με ἀπελθεῖν καὶ οὐκέτι μὴ ὑπάρξω. |

### Versión de la Biblia Reina Valera 1960
1 Yo dije: Atenderé a mis caminos, Para no pecar con mi lengua; Guardaré mi boca con freno, En tanto que el impío esté delante de mí.
2 Enmudecí con silencio, me callé aun respecto de lo bueno. Y se agravó mi dolor.
3 Se enardeció mi corazón dentro de mí; En mi meditación se encendió fuego, Y así proferí con mi lengua:
4 Hazme saber, Jehová, mi fin, Y cuánta sea la medida de mis días; Sepa yo cuán frágil soy.
5 He aquí, diste a mis días término corto, Y mi edad es como nada delante de ti; Ciertamente es completa vanidad todo hombre que vive. Selah
6 Ciertamente como una sombra es el hombre; Ciertamente en vano se afana; Amontona riquezas, y no sabe quién las recogerá.
7 Y ahora, Señor, ¿qué esperaré? Mi esperanza está en ti.
8 Líbrame de todas mis transgresiones; No me pongas por escarnio del insensato.
9 Enmudecí, no abrí mi boca, Porque tú lo hiciste.
10 Quita de sobre mí tu plaga; Estoy consumido bajo los golpes de tu mano.
11 Con castigos por el pecado corriges al hombre, Y deshaces como polilla lo más estimado de él; Ciertamente vanidad es todo hombre. Selah
12 Oye mi oración, oh Jehová, y escucha mi clamor. No calles ante mis lágrimas; Porque forastero soy para ti, Y advenedizo, como todos mis padres.
13 Déjame, y tomaré fuerzas, Antes que vaya y perezca.

## Comentarios

### De la iglesia  católica

#### A todo el salmo
En el Salmo 39, el salmista, habiendo intentado guardar silencio ante la maldad y el sufrimiento, finalmente se ve forzado a hablar debido a la intensidad de su dolor. A diferencia del Salmo 38, donde soportaba en silencio las acusaciones injustas y confiaba en ser sanado tras confesar su culpa, en este salmo la cercanía de la muerte hace que el silencio se vuelva insoportable. Tras un esfuerzo por mantenerse sereno como el hombre sabio que no se irrita ante la prosperidad de los malvados, su sufrimiento interno crece hasta que, incapaz de contenerse, eleva su voz al Señor.
El salmista formula su plegaria en tres partes principales: primero, pide al Señor que le haga ver la brevedad y fragilidad de su vida, subrayando la vanidad de la existencia humana y su fugacidad como sombra. Luego, proclama su esperanza en Dios y suplica el perdón de sus pecados y la liberación de la enfermedad que lo consume. Finalmente, ruega por un breve alivio antes de morir, consciente de que la muerte se aproxima inexorablemente. El tono del salmo es sombrío y resignado, concluyendo sin una expresión de confianza en la curación o en la prolongación de la vida, similar al sentimiento que predomina en el Salmo 88. La meditación sobre la brevedad de la vida humana en este salmo se alinea con la enseñanza evangélica de Jesucristo, quien exhorta a confiar plenamente en la providencia de Dios, recordando que ningún esfuerzo humano puede añadir un instante a la vida. Así, el Salmo 39 se presenta como una profunda reflexión sobre la condición humana, la impotencia frente a la muerte y la necesidad de confiar enteramente en el Señor, aunque el consuelo y la curación no se vislumbren en el horizonte inmediato.

#### A los versículos 1-9
El salmista guarda silencio ante los impíos para no provocar su burla ni debilitar su testimonio de fe. Sin embargo, el dolor interior lo obliga a hablar, y lo hace solo ante Dios. El versículo 4 muestra que la oración auténtica debe encender el amor a Dios, no ser una repetición vacía.

Et in meditatione mea exardescit ignis —Y, en mi meditación, se enciende el fuego. —A eso vas a la oración: a hacerte una hoguera, lumbre viva, que dé calor y luz. Por eso cuando no sepas ir adelante, cuando sientas que te apagas, si no puedes echar en el fuego troncos olorosos, echa las ramas y la hojarasca de pequeñas oraciones vocales, de jaculatorias, que sigan alimentando la hoguera. —Y habrás aprovechado el tiempo.

El salmista pide comprender la brevedad de la vida, consciente de que toda existencia humana es fugaz e inconsistente. El versículo 7 condensa esta verdad, reflejada también en el libro del Qohélet: todo es vanidad salvo la esperanza en Dios. Ante la muerte inminente, solo queda confiar en Él, pedir perdón, guardar silencio reverente y suplicar compasión.

#### A los versículos 10-14
El salmista concluye su oración pidiendo a Dios que escuche su súplica y no lo trate con dureza, expresado en la petición «aparta de mí tu mirada» (v. 14), buscando un alivio ante el peso de su sufrimiento. Se reconoce como «forastero» y «peregrino» (v. 13) ante Dios, evocando la situación jurídica de los extranjeros y peregrinos en Israel, quienes eran protegidos por la Ley (cf. Ex 12,48-49; Dt 10,18-19). Esta autodefinición subraya que su vida depende enteramente de la misericordia divina. San Pedro retoma esta imagen para exhortar a los cristianos a vivir alejados de los deseos carnales y a mantener una conducta ejemplar ante los gentiles (1 P 2,11-12). La conciencia de ser forasteros y peregrinos en el mundo recuerda al cristiano la necesidad urgente de vivir unido a Cristo, sabiendo que su verdadera patria no está en la tierra, sino en el cielo.

No tienes aquí ciudad permanente. Dondequiera que estuvieres serás extranjero y peregrino; jamás tendrás reposo si no te unes íntimamente a Cristo.

## Usos

### Judaísmo
El versículo 13 es parte de Selijot.

### Iglesia católica
Tradicionalmente, este salmo se recitaba o cantaba en los monasterios durante el lunes  de maitines, según la regla de San Benito del 530 d . C. En la Liturgia de las Horas actual, se canta o recita en el Oficio de Lecturas el miércoles de la segunda semana del ciclo cuatrimestral de oraciones litúrgicas.

### Hebel est omnia Adam
William Brewster , uno de los Padres Peregrinos , usó el lema Hebel est omnia Adam , una frase hebreo-latina tomada del versículo 5, junto a su firma para indicar la vanidad del hombre.

## Configuraciones musicales
Los himnos que parafrasean el Salmo 39 incluyen "El creador todopoderoso de mi marco" de Anne Steele .
Heinrich Schütz puso el salmo en alemán con el texto del Salterio de Becker , "In meinem Herzen hab ich mir" (En mi corazón me [dije] a mí mismo), para coro como su SWV 136. Versos 4 al 7 en alemán, "Herr , lehre doch mich "(Señor, enséñame) se utilizan en el tercer movimiento de Ein deutsches Requiem de Johannes Brahms , para barítono , coro y orquesta. Los versículos 13 y 14 en latín se utilizan en el primer movimiento de la Sinfonía de los Salmos de Igor Stravinsky .
El texto del salmo en inglés (versículos 4 en adelante) ha sido musicalizado como motete por Maurice Greene y Hubert Parry como final de seis motetes en su obra coral Songs of Farewell . Ambas obras se titulan "Señor, hazme saber mi fin".